# Klaus Dornisch
Klaus Dornisch (* 1942 in Bamberg) ist ein deutscher Klassischer Archäologe.
Klaus Dornisch studierte zunächst Theaterwissenschaften und Germanistik in Erlangen, anschließend Klassische Archäologie an der Universität Würzburg, der Universität Thessaloniki und der Universität Bochum. Er nahm an mehreren Ausgrabungen in der Türkei teil. Er wurde 1982 an der Universität Erlangen mit einer Arbeit zum Thema Die griechischen Bogentore. Zur Entstehung und Verbreitung des griechischen Keilsteingewölbes promoviert. 1974/75 gab er einen Kurs am Bildungszentrum der Stadt Nürnberg, aus dem sich ein 30-jähriges Engagement entwickelte. Dornisch wurde 1983 zum Leiter des Fachbereichs Geschichte und Archäologie am Bildungszentrum Nürnberg, der Volkshochschule Nürnbergs. 1984/85 erschien der erste Band der Nürnberger Blätter zur Archäologie, deren Herausgeber Dornisch war und deren Beiträge auf den Veranstaltungen im Bildungszentrum fußten. Daneben lehrte er auch an der Universität. Er ist seit 1993 korrespondierendes Mitglied des Deutschen Archäologischen Instituts und seit 1997 Mitglied des Pegnesischen Blumenordens.

## Schriften
- mit Helmut Dollhopf: Türkei. Griechische und römische Ruinenlandschaften, Stürtz, Würzburg 1988 ISBN 3-8003-0325-6
- Die griechischen Bogentore. Zur Entstehung und Verbreitung des griechischen Keilsteingewölbes, Lang, Frankfurt/M. u. a. 1992 (Europäische Hochschulschriften. Reihe 28, Kunstgeschichte, Bd. 83) ISBN 3-8204-8043-9
- Begleitheft zur Ausstellung Schätze der Antike aus der Antikensammlung Berlin, Museen der Stadt Nürnberg, Nürnberg 2003 ISSN 0938-9539 (Sonderheft der Nürnberger Blätter zur Archäologie)
- Herausgeber: Sudan. Festschrift für Steffen Wenig zum 65. Geburtstag, Nürnberg 1999 ISSN 0938-9539 (Sonderheft der Nürnberger Blätter zur Archäologie)
- Sagenhaftes Äthiopien. Archäologie, Geschichte, Religion. Zabern Verlag, Darmstadt 2015, ISBN 978-3-8053-4867-6.